# 台北市立大学博愛キャンパス
台北市立大学博愛キャンパス（たいぺいしりつだいがくはくあいキャンパス）は、台湾にある台北市立大学のキャンパス。2013年8月1日、台北市立教育大学（現は博愛キャンパス）と台北市立体育学院（現は天母キャンパス）が合併し台北市立大学となった。「台北市立教育大学」（たいぺいしりつきょういくだいがく Taipei Municipal University of Education）は、台湾台北市にある大学学院，昔の愛称は市教大。

## 歴史
| 年     | 月日     | 事跡                                            |
| ------ | -------- | ----------------------------------------------- |
| 1895年 | 7月      | 士林芝山に「国語学堂」が開校                    |
| 1896年 | 10月25日 | 「国語学校」と改称 現所在地へ移転               |
| 1989年 | 10月     | 師範部を設置                                    |
| 1890年 | 3月      | 実業部を設置                                    |
| 1920年 | -        | 「台北師範学校」と改称                          |
| 1927年 | 5月      | 「第一師範学校」と改称                          |
| 1943年 | 4月      | 「第二師範学校」と合併する 予科及び女子部を設置 |
| 1945年 | 12月25日 | 女子部を「台湾省立台北女子師範学校」と改称      |
| 1964年 | -        | 「台湾省立台北女子師範専科学校」と改称          |
| 1965年 | -        | 夜間部を設置                                    |
| 1967年 | -        | 「台北市立女子師範専科学校」と改称              |
| 1968年 | -        | 夏季コースを設置                                |
| 1979年 | -        | 「台北市立師範専科学校」と改称 男子募集を開始   |
| 1987年 | -        | 「台北市立師範学院」と改称 進修部を設置         |
| 2005年 | 8月1日   | 「台北市立教育大学」と改称                      |
| 2013年 | 8月1日   | 「台北市立大学」と改称                          |

## 組織
- 教育学部
  - 教育学科(大学・大学院)
    - カリキュラム境域研究所（大学院）
    - 教育行政学研究所（大学院）

  - 心理カウンセリング学科（大学・大学院修士課程）
  - 特殊教育学科（大学・大学院）
    - 創造思考既資賦優異教育研究所（大学院）
    - 身心障害教育研究所（大学院）
    - コミュニケーション障害教育研究所（大学院）

  - 幼児教育学科（大学・大学院修士課程）
    - 児童発育研究所（大学院）

- 人文芸術学部
  - 中国語文学科（大学・大学院）
  - 中国語教育学コース（大学院修士課程）
  - 歴史と地理学科（大学・大学院）
    - 社会科学教育コース（大学院修士課程）

  - 社会と公共事務学科
  - 英語教育学科（大学・大学院修士課程）
  - 音楽学科（大学・大学院修士課程）
  - 視覚芸術学科（大学・大学院修士課程）
  - 芸術治療コース（大学院修士課程）

- 理学部
  - 自然科学科（大学・大学院修士課程）
    - 環境教育研究所(大学院)
    - 科学教育コース (大学院修士課程)

  - 数学情報科学教育学科（大学・大学院修士課程）
  - 情報科学科（大学・大学院修士課程）
  - 身体教育学科（大学・大学院修士課程）
  - 情報学習コース (大学院修士課程)

- 附属実験小学校

## 施設

### キャンパス

#### 博愛キャンパス
校本部
台北市中正区愛国西路1号
- 勤僕ビル
  - 教育学部
  - 人文芸術学部
- 公誠ビル
  - 教育学部
  - 理学部
- 行政ビル
  - 理学部
- 中正堂
- 芸術館
  - 人文芸術学部
- 音楽館
  - 人文芸術学部
- 図書館
- 松苑
  - 男学生寮
  - 学生食堂
    - セブン-イレブン（買い物が10%割引）
- 梅苑
  - 女学生寮
- フィールド

#### 大直キャンパス
未来、理学部新ビルの予定地
台北市中山区北安路380号

## スポーツ・サークル・伝統
- 体育表演会

## 有名な出身者と教員
- 黄土水
- 馬英九 - 台北市立教育大学附属実験小学校出身・中華民国総統
- 呉清基 - 台北市副市長
- 呉清山 - 台北市政府教育局局長
- 佐藤源治 - 民俗学研究者、鶴岡市名誉市民